# 72 Seasons
72 Seasons – jedenasty album studyjny amerykańskiej heavymetalowej grupy Metallica, mający premierę 14 kwietnia 2023 roku nakładem należącej do zespołu wytwórni Blackened Recordings.
Na trwającym ponad 77 minut wydawnictwie znalazło się dwanaście premierowych utworów. Pierwszym singlem z płyty jest „Lux Æterna”, który miał swoją premierę 28 listopada 2022. 19 stycznia miał premierę drugi singiel z płyty – „Screaming Suicide”.
James Hetfield na temat nazwy albumu wypowiedział się następująco: 

72 pory roku to pierwsze 18 lat naszego życia, które kształtują nasze prawdziwe lub fałszywe ja. Koncepcja „kim jesteśmy”, o której powiedzieli nam nasi rodzice. Możliwe zaszufladkowanie wokół tego, jaką jesteśmy osobowością. Myślę, że najbardziej interesującą częścią tego jest ciągłe badanie tych podstawowych przekonań i ich wpływu na nasze postrzeganie dzisiejszego świata. Wiele z naszych dorosłych doświadczeń jest rekonstrukcją lub reakcją na te doświadczenia z dzieciństwa. Więźniowie dzieciństwa lub uwolnienie się z więzów, które nosimy.

Wraz z premierą nowej płyty zespół zapowiedział również trasę koncertową „M72 Tour”, która rozpocznie się 27 kwietnia 2023 i zakończy się 29 września 2024.

## Lista utworów
Opracowano na podstawie materiału źródłowego.
| Nr  | Tytuł utworu             | Autorzy                      | Długość |
| --- | ------------------------ | ---------------------------- | ------- |
| 1.  | „72 Seasons”             | Hetfield · Ulrich · Hammett  | 7:39    |
| 2.  | „Shadows Follow”         | Hetfield · Ulrich            | 6:11    |
| 3.  | „Screaming Suicide”      | Hetfield · Ulrich · Trujillo | 5:30    |
| 4.  | „Sleepwalk My Life Away” | Hetfield · Ulrich · Trujillo | 6:56    |
| 5.  | „You Must Burn!”         | Hetfield · Ulrich · Trujillo | 7:03    |
| 6.  | „Lux Æterna”             | Hetfield · Ulrich            | 3:21    |
| 7.  | „Crown of Barbed Wire”   | Hetfield · Ulrich · Hammett  | 5:49    |
| 8.  | „Chasing Light”          | Hetfield · Ulrich · Hammett  | 6:45    |
| 9.  | „If Darkness Had a Son”  | Hetfield · Ulrich · Hammett  | 6:36    |
| 10. | „Too Far Gone?”          | Hetfield · Ulrich            | 4:33    |
| 11. | „Room of Mirrors”        | Hetfield · Ulrich            | 5:33    |
| 12. | „Inamorata”              | Hetfield · Ulrich            | 11:10   |
|     |                          |                              | 1:17:06 |

## Twórcy
Opracowano na podstawie materiału źródłowego.
Zespół Metallica w składzie
- James Hetfield – śpiew, gitara rytmiczna, produkcja
- Lars Ulrich – perkusja, produkcja
- Kirk Hammett – gitara prowadząca
- Robert Trujillo – gitara basowa, wokale wspierające w „You Must Burn!”
- Greg Fidelman – produkcja

## Certyfikaty i sprzedaż
| Kraj          | Certyfikat      | Sprzedaż |
| ------------- | --------------- | -------- |
| Niemcy (BVMI) | złota płyta     | 100 000+ |
| Polska (ZPAV) | platynowa płyta | 20 000+  |